# Łuna 26
Łuna 26 (ros. Луна-26) – planowana rosyjska sonda kosmiczna do badań Księżyca, druga z nowego programu Łuna-Głob (ros. Луна-Глоб). Sonda będzie orbiterem, który ma stać się sztucznym satelitą Księżyca.

## Cele misji
Łuna 26 ma badać topografię i skład powierzchni Księżyca, ze szczególnym uwzględnieniem obszarów okołobiegunowych. Wykryte w nich duże ilości wodoru najprawdopodobniej wskazują na występowanie lodu. Ponadto sonda ma badać pole grawitacyjne, egzosferę, anomalie magnetyczne w skorupie Księżyca, mikrometeoroidy, wiatr słoneczny i promienie kosmiczne.

## Konstrukcja sondy
Sonda miała początkowo wyruszyć w drogę wraz z lądownikiem, który jednak stał się osobną misją Łuna 25. Dzięki temu masa sondy przestała być tak dużym ograniczeniem, możliwe stało się zabranie dodatkowego paliwa, które pozwoli osiągnąć niską orbitę wokółksiężycową. Na pokładzie mają się znaleźć m.in.: radar, spektrometr, magnetometr i kamery stereoskopowe.
Sonda Łuna 26 powstaje w biurze konstrukcyjnym Ławoczkina.